# Мангалур (аэропорт)
Международный аэропорт Мангалур (англ. Mangalore International Airportt) (ИАТА: IXE, ИКАО: VOML) — аэропорт в Индии, расположен в 13 километрах от города Мангалур. Это второй международный аэропорт в штате Карнатака, после Бангалора. Из аэропорта Мангалур летают самолёты в города Индии, а также на Ближний Восток. Аэродром был открыт 25 декабря 1951 года. По состоянию на 2014 год, Аэропорт Мангалур имеет самый высокий рост пассажиропотока в Индии — 54 %. Первый международный рейс был совершён в 2006 году, когда авиакомпания Air India Express начала рейсы в Дубай.
В 2010 году после катастрофы самолёта авиакомпании Air India Express Министерство гражданской авиации Индии объявило о расширении взлётно-посадочной полосы до 2740 метров, а также о решении модернизировать аэропорт.